# The Best of Bowie
The Best of Bowie — сборник суперхитов Дэвида Боуи, был выпущен 15 декабря 1980 года. Компиляция содержит редкие версии (7" edits) песен «Fame» и «Golden Years», а также уникальные издания композиций «Life on Mars?» и «Diamond Dogs», якобы, чтобы уместить все 16 треков на одной грампластинке. Дизайн обложки базируется на лицевом изображении с сингла «Fashion», который был издан двумя месяцами ранее. Сборник достиг третьей строчки в британском хит-параде.

## Список композиций
Все песни написаны Дэвидом Боуи, за исключением отмеченных.

### Сторона один
1. «Space Oddity» — 5:07
2. «Life on Mars?» (K-tel edit) — 3:34
3. «Starman» — 4:07
4. «Rock ’n’ Roll Suicide» — 2:56
5. «John, I’m Only Dancing» (Sax version) — 2:37
6. «The Jean Genie» — 4:03
7. «Breaking Glass» (из альбома Stage) (Дэвид Боуи, Деннис Дэвис, Джордж Мюррэй) — 3:27
8. «Sorrow» (Боб Фелдман, Джерри Голдстейн, Richard Gottehrer) — 2:51

### Сторона два
1. «Diamond Dogs» (K-tel edit) — 4:36
2. «Young Americans» — 5:05
3. «Fame» (Edit) (Дэвид Боуи, Джон Леннон, Карлос Аломар) — 3:25
4. «Golden Years» (Edit) — 3:20
5. «TVC 15» (Edit) — 3:28
6. «Sound and Vision» — 3:00
7. «„Heroes“» (Edit) (Дэвид Боуи, Брайан Ино) — 3:26
8. «Boys Keep Swinging» (Дэвид Боуи, Брайан Ино) — 3:15

## Хит-парады
Альбом
| Год  | Хит-парад             | Высшая позиция |
| ---- | --------------------- | -------------- |
| 1981 | Norway's album Charts | 21             |
| 1981 | UK Albums Chart       | 3              |